# Paralemnalia clavata
Paralemnalia clavata is een zachte koraalsoort uit de familie Nephtheidae. De koraalsoort komt uit het geslacht Paralemnalia. Paralemnalia clavata werd in 1969 voor het eerst wetenschappelijk beschreven door Verseveldt. 